# Под интегралом
Кафе-клуб «Под интегралом» — советский дискуссионный клуб, организованный в Новосибирском Академгородке в 1963 году и являвшийся одним из символов «хрущёвской оттепели».

## Условия создания
Благодаря поддержке руководителя Сибирского отделения Академии наук СССР Михаила Лаврентьева удалось получить под клуб столовую № 7.
Название клубу придумал Владимир Захаров (который впоследствии стал академиком), эмблему (интеграл чашки кофе по времени) — Зоя Яновицкая (ставшая впоследствии доктором наук), девиз, устав и лозунг «Люди, интегрируйтесь!» (по аналогии с «Пролетарии всех стран, соединяйтесь!») придумал Герман Безносов.
Клуб «Под интегралом» (президент Анатолий Бурштейн, директор Дина Исаевна Бурковская) объединял в себе отдельные клубы по интересам (в 1967 году в его составе были дискуссионный и социологический клубы, а также два литературных, песни, танцоров, путешественников). Устанавливались контакты с клубами из других городов, экспедиционное судно с агитбригадой «Интеграла» на борту курсировало по Оби под собственным флагом.
Во встречах участвовали гости Академгородка, учёные и поэты, международные комментаторы, корреспонденты советского ТВ и BBC, крупные экономисты и музыканты. В клубе проходили встречи с интересными людьми, клуб посетили:
- американский математик Альфред Тарский и член палаты общин Эмрис Хьюз[англ.][5];
- дочь писателя А. И. Куприна — Ксения Куприна, артистка Московского драматического театра им. А. С. Пушкина[6];
- Аркадий Стругацкий, которому была вручена премия клуба за лучшее произведение о научной молодёжи, присуждённая братьям Стругацким[7];
- делегация активистов итальянской Федерации коммунистической молодежи[8];
- Алексей Владимирович Эйснер, личный адъютант М. Залка (15 апреля 1967 года)[9].

При этом организаторы встреч и дискуссий всеми силами стремились, чтобы дружеские беседы и живое общение продолжались после «знаменателя» и в «числителе», как в шутку назывались первый и второй этажи здания.
Пост-атташе Клуба писал репортажи об Академгородке. С предложением сотрудничать к Клубу Гусиного пера, собиравшемуся «Под Интегралом», обращались «Литературная газета» и журнал «Знание-сила».
По инициативе клуба был открыт памятник Архимеду «Точка опоры».
В клубе проводили конкурсы красоты. В 1968 году в этом конкурсе участвовала будущая актриса Ирина Алфёрова.
Прекращение деятельности клуба в 1968 году было вызвано как внешними, так и внутренними причинами.

## Фестиваль 1968 года
С 7 по 12 марта 1968 года в Академгородке прошёл первый фестиваль авторской песни, проведённый клубом «Под интегралом» по инициативе А. Бурштейна, Г. П. Безносова, В. Ф. Меньщикова, Г. С. Яблонского. Организатором проведения фестиваля выступила, созданная в мае 1967 года, Федерация клубов песни Москвы, Ленинграда и Новосибирска (президент Федерации — С. Чесноков). Всего в фестивале приняли участие 22 автора-исполнителя из 12 городов Советского Союза. Незадолго до открытия фестиваля Московский и Ленинградский клубы от участия в фестивале отказались.
На фестивале состоялся единственный публичный концерт в СССР вынужденного вскоре эмигрировать Александра Галича, в том числе исполнившего песню «Памяти Пастернака». О том событии напоминает и мемориальная доска, установленная на здании по адресу проспект Лаврентьева, 16: «В этом здании в клубе-кафе „Под интегралом“ в марте 1968 года выступал российский бард, поэт и драматург Галич Александр Аркадьевич».
Участие самобытных авторов-исполнителей, в частности, А. Галича, А.Дольского, Ю.Кукина, А.Круппа, В. Бережкова, Л.Зонова, свободная творческая атмосфера, активные дискуссии круглого стола, привлекли многочисленных зрителей (на всех концертах фестиваля был аншлаг) и вызвали большой общественный резонанс как в стране, так и в мире.
В то же время фестиваль вызвал недовольство идеологических инстанций, что имело печальные последствия. Клуб «Под интегралом» закрылся после проведения этого единственного своего фестиваля. Полгода спустя закрылись и все остальные клубы по стране.

## Судьба здания
В здании клуба после его закрытия в дневное время работала столовая Института гидродинамики, а по вечерам — кафе ОРСа Сибакадемстроя, где выступал на регулярной основе джазовый ансамбль «Фаэтон» (рук. Валерий Идельсон), проходили многочисленные джазовые концерты и джем-сейшены, однако многие жители Академгородка продолжали по старинке называть первый и второй этажи здания «числитель» и «знаменатель». В 1990-х годах здание было выкуплено Сибакадембанком (ныне — банк Открытие).

## Второе рождение
Спустя 40 лет после закрытия клуб «Под интегралом» вновь открылся, но уже по новому адресу: улица Терешковой, дом 12а. 7 марта 2008 года состоялось торжественное «новоселье» возрождённого клуба «Под интегралом» и открытие фестиваля авторской песни «Снова „Под интегралом“ — 40 лет спустя». Фестиваль начался с возложения цветов к мемориальной доске А. А. Галича. Для участия в форуме в Новосибирск приехали дочь барда Алена Галич-Архангельская, некоторые участники легендарного фестиваля 1968 года и многие другие.
На нескольких площадках города в течение четырёх дней фестиваля состоялись концерты известных российских бардов, а концерт-открытие по традиции прошёл в Доме учёных Академгородка. В фестивале приняли участие такие легенды авторской песни, как А. Городницкий, Ю. Кукин, В. Вихорев, Ю. Ким, В. Бережков, В. Егоров, А. Мирзаян, а также молодые талантливые продолжатели традиций. Также состоялся Круглый стол «Авторская песня — ретроперспектива», гости и участники фестиваля выбрали «Мисс Интеграл 2008», а команда КВН «Интеграл» сыграла дружескую игру со сборной командой бардов России «Атланты». Были организованы показы документальных фильмов и различные пресс-конференции.